# Gobierno asambleario
Gobierno asambleario es el sistema de gobierno que consiste en la reunión de la población (town meeting) de una comunidad, habitualmente de pequeño tamaño (del ámbito de un municipio) y en el entorno rural (reunión rural), para la toma de decisiones conjuntas mediante el método de la asamblea. En tales asambleas o reuniones participa toda o la mayor parte de los habitantes del lugar, aunque muy a menudo se limita esa participación a los de determinada edad o condición. Según el caso y su nivel competencial, en los debates se pueden proponer todo tipo de temas (incluso los políticos y legislativos), o bien se limitan a los temas administrativos de interés local (gobierno local).
También se denomina gobierno asambleario el régimen de cualquier institución, como las comunidades de vecinos o las universidades, en las que la participación de sus componentes en su gestión se realiza, en todo o en parte, mediante asambleas.

## Democracia griega clásica
Entre los múltiples sistemas de gobierno de las numerosas polis griegas de la época clásica, se considera especialmente la democracia ateniense el modelo político de la democracia contemporánea; pero se limitaba a una comunidad de relativamente pequeño tamaño (el demos ateniense, al que no pertenecían ni esclavos ni metecos -extranjeros- ni se consideraba ningún tipo de participación de las mujeres).

## República romana
Las instituciones de la República Romana se basaban en la participación popular, con distinción jurídica entre ciudadanos libres, libertos y esclavos; familiar entre patricios y plebeyos; económica entre clases fuertemente jerarquizadas y una fragmentación muy detallada a distintos niveles de representación en las que había numerosas asambleas y comicios. Además, la expansión territorial convirtió al Estado romano en un verdadero imperio.

## Ciudad-estado medieval y moderna
Las ciudades-estado de la Edad Media y la Edad Moderna, especialmente importantes en Italia (Serenísima República de Venecia, Florencia) fueron inicialmente comunas de gobierno participativo (nunca igualitario), que se terminaron convirtiendo en veraderos patriciados urbanos dominados por una élite social aristocratizada.
La ciudad de Ginebra, especialmente durante la Reforma protestante, se caracterizó por un sistema de gobierno que está entre las influencias de las ideas políticas del ginebrino Jean Jacques Rousseau (El Contrato Social).

## España
Desde la Edad Media, especialmente en las zonas de Repoblación, se denominaba concejo abierto a esta forma de gobierno, con un marcado carácter igualitario.
En el País Vasco era conocido como anteiglesia. Todos los residentes de una localidad (dividida en cofradías, que desarrollaban los acuerdos en el día a día) se reunían frente a la puerta de la iglesia principal y decidían sobre los temas de interés común. También con este sistema se elegían los representantes para las Juntas Generales.
Este sistema igualitario medieval, enfocado a municipios de pequeño tamaño y zonas urbanas generalmente proletarias, se expandió a partir del siglo XIX como justificación del movimiento libertario en la península ibérica, buscando la necesidad de una forma de organización que no incluyera líderes y permitiera a la sociedad desarrollar modelos de autogestión libres de imposiciones gubernamentales y eclesiásticas. Algo similar sucedió con la interpretación, mitificada por la historiografía romántica, del episodio histórico de la Guerra de las Comunidades de Castilla o de las instituciones de la Corona de Aragón. A comienzos del siglo XX existía aún en Galicia una especie de gobierno asambleario, las parroquias. Hágase referencia al libro de "La Comuna de París", el movimiento obrero español influenciado por los modelos asamblearios libertarios franceses se impregnó de esta práctica política tan directa.

## Suiza
La Gemeindeversammlung ("reunión de comunidad" en idioma alemán) es el sistema que se sigue aproximadamente en el 90 por ciento de los municipios de Suiza (municipalities of Switzerland), especialmente los de pequeño tamaño, reuniéndose las asambleas dos veces al año. No deben confundirse con el Landsgemeinde, asamblea que funciona como cuerpo legislativo en algunos cantones de Suiza.

## Estados Unidos
Tradicionalmente, un Town meeting (en lengua inglesa "reunión de la ciudad" -meeting también da en castellano mitin-) es el momento en el que los miembros de la comunidad pueden proponer y convenir líneas de políticas legislativas y presupuestarias para sus municipios. En Estados Unidos, muchos políticos han utilizado esta forma de reunión para presentar propuestas o hacer preguntas a la población para más tarde incluirlas en sus programas electorales.

## Biblio-videografía
- Bryan, Frank M., Real Democracy: The New England Town Meeting and How it Works, Chicago and London: University of Chicago Press, 2004.
- Chouard, Etienne La designación por sorteo como bomba políticamente duradera contra la oligarquía
- Zuckerman, Michael, The Social Context of Democracy in Massachusetts, William and Mary Quarterly 25 (1968).
- Relevant Minnesota statute